# Jerry Maguire
Jerry Maguire (en Hispanoamérica Jerry Maguire, seducción y desafío) es una película estadounidense de 1996, que mezcla el drama con la comedia y que está escrita y dirigida por Cameron Crowe además de estar interpretada por Tom Cruise, Cuba Gooding Jr. y Renée Zellweger como protagonistas principales.

## Resumen
Jerry Maguire (Tom Cruise) es uno de los mejores hombres de SMI, una cotizada agencia dedicada a la promoción de deportistas. Su vida es perfecta hasta el día en el que se da cuenta de la importancia que tienen las personas sobre el dinero y por esa razón escribe una revaluación de propósitos donde expone la deshonestidad en los agentes deportivos en la agencia y el poco cuidado que tienen sobre sus clientes, entonces lo despiden, motivando en especial a una empleada de la agencia y que estaba obsesionada con él, por lo que decide irse con Jerry cuando es despedido y abandonado por todos sus amigos.
En ese momento llega lo más difícil, empezar de cero con un jugador de fútbol americano de segunda categoría como único cliente (pues perdió con Bob Sugar, un contrato con una futura promesa del fútbol) y una madre soltera como secretaria, Dorothy Boyd (Renée Zellweger) la empleada de SMI que motivó con su carta y renunció a la agencia. Su único cliente es Rod Tidwell (Cuba Gooding Jr), un chico difícil de satisfacer el cual durante los siguientes meses le reprocha a Jerry que no se esfuerza lo suficiente para conseguirle un contrato lucrativo. Por su parte Jerry le critica a Rod que no demuestra nada para merecer el dinero que demanda, sin embargo los dos se muestran una cierta estima personal y respeto. De igual forma, Jerry al sentirse solo por este difícil momento que atraviesa, empieza a buscar afecto en Dorothy y salen juntos, entonces ella piensa que llega a amarlo más de lo que creía y así se involucra sentimentalmente con Dorothy, al punto de casarse más como una solución a salir de deudas y también para evitar que fuera a San Diego a una oferta de mejor trabajo que por amor. Por más que Jerry y el hijo de Dorothy están encariñándose mutuamente, él siente que está distante a su matrimonio y no entiende por qué su esposa lo ama de semejante forma, así como ella comprende que él le pidió matrimonio solamente porque no quería que se fuera a San Diego.
La distancia de Jerry con su matrimonio es porque está empeñado en convertir a Rod en un buen deportista, inspirador, motivador y con influencia en los medios, con mucha perseverancia logran que este se vuelva una figura del equipo y llevarlo a las finales pero esta vez, Jerry está previniendo al jugador de lesiones no sólo porque sea su único cliente, sino por lo que representa él como persona para su familia. Mientras tanto, Dorothy, por más que ama a Jerry, decide terminar con él ya que considera que Jerry no la ama de la misma forma, pues es un hombre que necesita más afectos de lo que pueda amar.
Llega un partido decisivo para clasificar a finales; Rod juega con los Arizona Cardinals bastante bien pero en una jugada de anotación, al chocar contra dos adversarios, queda inconsciente por una caída aunque después de unos instantes recobra el aliento y finalmente consigue la atención del público, la prensa y otros equipos, logra un contrato importante para Rod que les beneficia. Al salir de la rueda de prensa, los dos se abrazan delante de atletas y agentes para demostrar que debajo de una relación profesional, también existe una amistad entre ellos, es lo que Jerry verdaderamente buscaba con la carta que envía a la agencia y así, por fin podrá poner atención a sus intereses afectivos, comprende que necesita a su esposa Dorothy pues su amor es leal y honesto, y comparando el matrimonio de Rod se da cuenta de que debe estar con su esposa y arregla las diferencias con ella, no se divorcian y siguen juntos con el éxito económico alcanzado por Rod.

## Reparto
- Tom Cruise ... Jerry Maguire
- Cuba Gooding Jr. ... Rod Tidwell
- Renée Zellweger ... Dorothy Boyd
- Kelly Preston ... Avery Bishop
- Jerry O'Connell ... Frank Cushman
- Jay Mohr ... Bob Sugar
- Bonnie Hunt ... Laurel, Dorothy's sister
- Regina King ... Marcee Tidwell
- Jonathan Lipnicki... Ray Boyd
- Todd Louiso ... Chad the Nanny
- Mark Pellington ... Bill Dooler
- Jeremy Suarez... Tyson Tidwell
- Joe Sausage ... Vin
- Jared Jussim ... Dicky Fox
- Benjamin Kimball Smith ... Keith Cushman
- Ingrid Beer ... Anne-Louise
- Glenn Frey ... GM/Coach
- Jeff Foxworthy ... Bill
- (Emily Procter)...
- Drake Bell ... Jesse Romo
- Jorge Canals ... Chechito
- Beau Bridges ... Matt Cushman

## Música
Como en todas las película de Crowe, la banda sonora constituye una parte importante, quizá debido a que Crowe fue periodista para la revista Rolling Stone en los años 70.
- The Durutti Column con «Requiem Again».
- Bob Dylan con «Shelter from the Storm».
- Paul McCartney con «Singalong Junk».
- Elvis Presley con «Pocket Full of Rainbows».
- Rickie Lee Jones con «The Horses».
- Merrilee Rush con «Angel of the Morning».
- Un video de Charles Mingus.
- Nirvana con «Something in the Way».
- The Replacements con «I'll Be You».
- Bruce Springsteen con «Secret Garden».
- Tom Petty con «Free Fallin'».
- The Who con «Magic Bus».
- Nancy Wilson con «We Meet Again» (tema de Jerry Maguire) y «Sandy».

## Premios
La película fue nominada a 5 Premios Óscar de las cuales consiguió una estatuilla, la de mejor actor secundario para Cuba Gooding Jr. por su papel como Rod Tidwell. Las otras nominaciones fueron para Tom Cruise como mejor actor, para el mejor montaje, el mejor guion y mejor película.
Además de los premios Óscar, la película y sus componentes ganaron otros premios, el más importante de ellos el Globo de Oro para Tom Cruise, además de estar nominado Cuba Gooding Jr. y la película, como mejor comedia. Forma parte del AFI's 10 Top 10 en la categoría "Películas de deporte".
Otros premios fueron estos:
- American Comedy para Cuba Gooding Jr.
- Blockbuster Entertainment, uno para cada protagonista, Tom Cruise, Cuba Gooding Jr. y Renée Zellweger
- Critics Choice para Jonathan Lipnicki, Cuba Gooding Jr. y Renée Zellweger
- CFCA para Cuba Gooding Jr.
- Empire para Cameron Crowe.
- Hochi Film para Cameron Crowe.
- MTV Movie para Tom Cruise.
- Golden Reel por el sonido.
- NBR para Tom Cruise.
- People's Choice para la película.
- Golden Satellite para Tom Cruise y Cuba Gooding Jr.
- Premio del Sindicato de Actores para Cuba Gooding Jr.
- y el Young Artist para Jonathan Lipnicki.

## Doblaje
| Personaje     | Voz en español (Hispanoamérica) |
| ------------- | ------------------------------- |
| Jerry Maguire | Rubén Trujillo                  |
| Dorothy Boyle | Erika Robledo                   |
| Rod Tidwell   | Ulises Cuadra                   |
| Marcy Stewart | Ivette Gonzales                 |
| Ray           | Marcela Bordes                  |